# 아나스타샤 필립스

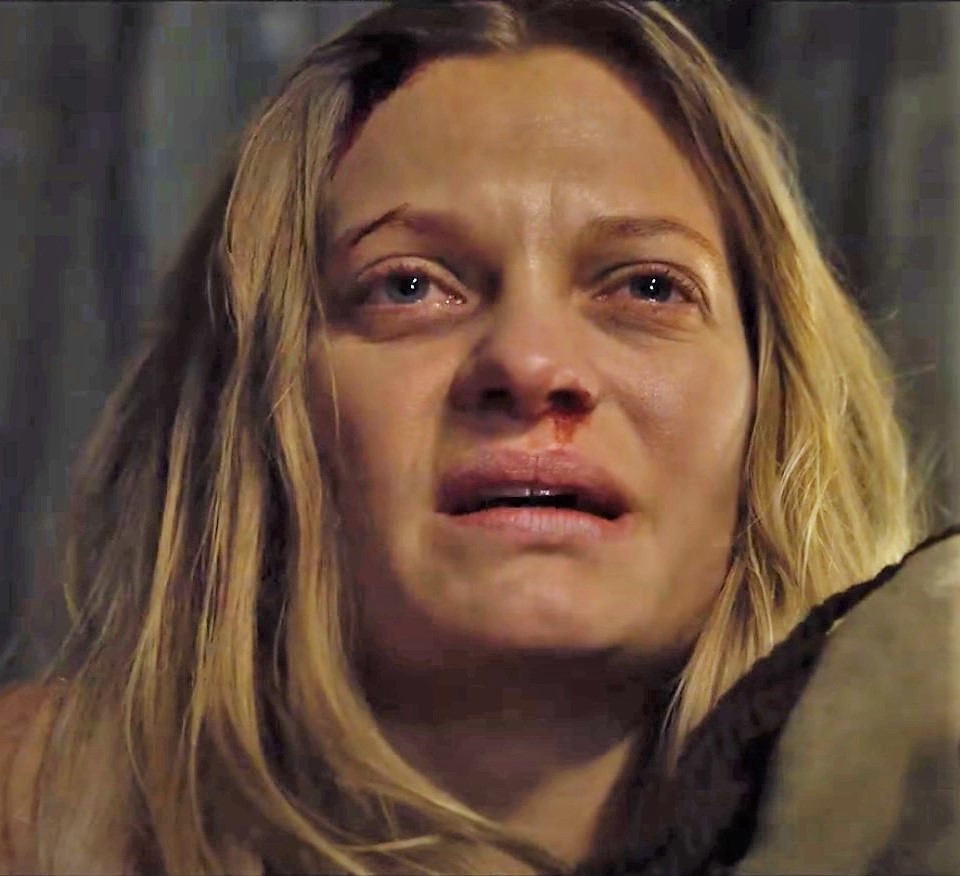

아나스타샤 필립스(Anastasia Phillips, 1972년 9월 8일 ~ )는 캐나다의 배우, 영화배우이다.
토론토에서 태어났다.

## 영화
- 타미스 올웨이즈 다잉 (2019년)
- 베스와 베라 (2018년) - 성인 베라 역
- 아이린에겐 말하지 마 (2017년)